# Brandenburger Vereinigte Bürgerbewegungen/Freie Wähler
Brandenburger Vereinigte Bürgerbewegungen/Freie Wähler (Kurzbezeichnung BVB/Freie Wähler, Eigenschreibweise BVB / FREIE WÄHLER, auch als BVB/FW bezeichnet) ist eine in Brandenburg tätige politische Partei. In ihr sind Wählergruppen und politische Vereinigungen zusammengeschlossen. Die Vereinigung wurde 2008 unter dem Namen Brandenburger Vereinigte Bürgerbewegungen gegründet, 2011 wurde der jetzige Name angenommen. Die Partei ist nicht Teil der Bundesvereinigung Freie Wähler, kooperiert aber mit ihr.
Bei der Landtagswahl in Brandenburg 2014 zog die BVB/Freie Wähler dank der in Brandenburg geltenden Grundmandatsklausel in den Landtag ein, nachdem ihr Kandidat Christoph Schulze im Landtagswahlkreis Teltow-Fläming III ein Direktmandat errungen hatte. Bei der Landtagswahl 2019 übersprang die Partei knapp die Fünf-Prozent-Hürde und ihr Vorsitzender Péter Vida erhielt ein Direktmandat im Wahlkreis Barnim II. Bei der Landtagswahl 2024 verfehlte die Partei den Wiedereinzug in den Landtag sowohl über die Grundmandatsklausel als auch die Fünf-Prozent-Hürde.

## Programm
Ziel der Brandenburger Vereinigten Bürgerbewegungen/Freie Wähler ist die Bündelung der unterschiedlichen regionalen Wählergruppen.
In Groß Köris verabschiedete im Mai 2012 die Mitgliederversammlung der Brandenburger Vereinigten Bürgerbewegungen/Freie Wähler ihr neues Grundsatzprogramm. Auf insgesamt 40 Seiten werden die Standpunkte zu wesentlichen landespolitischen Themen formuliert. Darin wird u. a. einer Gemeinde- und Kreisgebietsreform eine klare Absage erteilt und stattdessen die Stärkung der kommunalen Selbstverwaltung gefordert. Dabei liegt der Fokus auf einer Stärkung der ländlichen Gebiete. Auch wird für mehr Elemente der direkten Demokratie eingetreten. Ein weiterer wichtiger Punkt ist die Einhaltung des Datenschutzes. So sprechen sich die Brandenburger Vereinigten Bürgerbewegungen/Freie Wähler für transparente Verwaltungen aus, die proaktiv alle erhobenen Daten online zur kostenlosen Nutzung zur Verfügung stellen und auf Nachfrage der Bürger Akten offenlegen. In der Haushaltspolitik wird ab dem Jahr 2018 der schrittweise Abbau der Gesamtverschuldung des Landes Brandenburg um jährlich 100 bis 200 Millionen Euro vorgesehen, was über die Erfordernisse der im Grundgesetz definierten Schuldenbremse für Bundesländer hinausgeht.
Der landespolitische Sprecher für Umwelt- und Naturschutz, Robert Soyka, bezeichnete in einem Vortrag am 11. September 2010 den menschlichen Einfluss auf den Klimawandel als in der öffentlichen Darstellung übertrieben. Im Gegenzug forderte er stärkere Anstrengungen beim lokalen Umweltschutz und Maßnahmen gegen die massive Abholzung der Regenwälder. In der Landwirtschaftspolitik spricht sich der BVB für eine pragmatische Kombination aus biologischer und konventioneller Landwirtschaft aus, die nicht vollständig von Subventionen abhängig sein sollte. Zusammen mit Umweltverbänden und den Brandenburger Grünen sprach sich BVB/Freie Wähler gegen die Genehmigung der Schweinemastanlage in Haßleben (Uckermark) aus.
Die Brandenburger Vereinigten Bürgerbewegungen/Freie Wähler legen einen Schwerpunkt auf die Verbesserung der Lebensumstände für Migranten. Es wird gefordert, den Kampf gegen Antisemitismus sowie die Förderung jüdischen Lebens und jüdischer Kultur als Staatsziel in der Landesverfassung Brandenburgs zu verankern. Im Grundsatzprogramm wird ein umfassendes aktives und passives Wahlrecht auch für Ausländer vorgesehen. Bei der am 6. September 2011 beendeten Briefwahl zur Wahl des Beirates für Migration und Integration des Landkreises Barnim wurde der vom Landesvorsitzenden der Vereinigung, Vida, initiierte Wahlvorschlag Allianz Unabhängiger MigrantInnen mit 45,4 % der abgegebenen Stimmen stärkste Liste. Auf der konstituierenden Sitzung des Beirats für Migration und Integration wurde Vida zum Vorsitzenden im Landkreis Barnim und zum Vertreter im Migrations- und Integrationsrat des Landes Brandenburg gewählt. Dabei wird auch die Zusammenarbeit mit dem Muslimischen Netzwerk gepflegt. Seit Juni 2012 ist Vida zudem der Vertreter Brandenburgs im Bundeszuwanderungs- und Integrationsrat. Anlässlich des 20-jährigen Bestehens des Landkreises Barnim wurde gemeinsam mit Landtagsabgeordneten der Linken eine stärkere Aufnahme von Flüchtlingen gefordert. Ende 2014 wurde Vida als Vorsitzender des Migrationsbeirates wiedergewählt. Am 14. November 2017 gewann die Liste Allianz Unabhängiger MigrantInnen die Wahl des Beirates für Migration und Integration im Landkreis Barnim mit 73 % der Stimmen und erzielte 7 von 9 Sitzen. In der konstituierenden Sitzung des Gremiums wurde Péter Vida einstimmig als Vorsitzender wiedergewählt. Im Jahr 2018 wurde erfolglos eine dauerhafte Offenhaltung des Flughafens Tegel gefordert.
Trotz des weitgehenden Landesbezugs der Brandenburger Vereinigten Bürgerbewegungen/Freie Wähler besteht ein starkes Augenmerk auf den Europäischen Einigungs- und Integrationsprozess. Hierbei wird unter anderem eine konsequentere Erweiterung der Europäischen Union gefordert.

## Geschichte

Logo bis 2023

Die BVB wurde 2008 im Vorfeld der Kommunalwahlen in Brandenburg gegründet. An den Kreistagswahlen beteiligte sie sich mit verschiedenen politischen Vereinigungen und Wählergruppen aus mehreren Landkreisen und Gemeinden, u. a. mit der Kleinpartei 50Plus Das Generationen-Bündnis und Vertretern der Linken sowie der Bauernverbände als Listenvereinigung unter dem Namen Brandenburger Vereinigte Bürgerbewegung/50 Plus und erreichte landesweit 1,7 % der Stimmen sowie 14 Kreistagsmandate.
Die Gruppierung wurde am 23. Juli 2009 vom Landeswahlleiter als politische Vereinigung anerkannt. Am 27. September 2009 trat BVB zusammen mit der Partei Freie Wähler Deutschland als Listenvereinigung Zusammen für Brandenburg: Freie Wähler zur Landtagswahl 2009 an. Auf den gemeinsamen Wahlvorschlag entfielen 1,7 % der gültigen Zweitstimmen und 2,4 % der gültigen Erststimmen. Die daraufhin beantragte Parteienfinanzierung wurde der Listenvereinigung jedoch verweigert, da sie nach Auffassung der Bundestagsverwaltung Listenvereinigungen nicht zusteht. Am 28. März 2011 teilte die Vereinigung mit, bei der kommenden Landtagswahl im Jahr 2014 eigenständig unter dem Namen BVB/Freie Wähler anzutreten. Am 6. Juni 2011 wurde die Umbenennung der Vereinigung sowie die Wahl der satzungsmäßigen Gremien veröffentlicht.
Eine Nominierung von Stefan Raab als Bundespräsidentschaftskandidat gelang 2010 wegen fehlender Mitglieder in der Bundesversammlung nicht.
Bei den hauptamtlichen Bürgermeisterwahlen 2011 traten drei Kandidaten für die BVB/Freie Wähler an. In Rietz-Neuendorf wurde Olaf Klempert mit 76,2 % wiedergewählt. Christiane Herrmann erreichte in Panketal 13,5 %, Jürgen Hinze in Wandlitz 5,4 %.
Bei der vorgezogenen Gemeindevertretungswahl in Kümmernitztal am 17. Juni 2012 erreichte die gemeinsame Liste von BVB/Freie Wähler, Bürger für Kümmernitztal und Gemeinsam für eine starke Gemeinde! 33,2 % der gültigen Stimmen und erhielt 3 der 8 zu vergebenen Sitze. Zuvor war der Bürgermeister der Gemeinde, Steffen Sadowski, den Brandenburger Vereinigten Bürgerbewegungen/Freie Wähler beigetreten. Ende 2012 erklärten verschiedene SPD-Kommunalpolitiker, unter ihnen der Vorsitzende der Stadtverordnetenversammlung von Storkow (Mark), ihren Wechsel zu BVB/Freie Wähler.
Mitglieder der Brandenburger Vereinigten Bürgerbewegungen/Freie Wähler initiierten 2013 in Bernau einen Bürgerentscheid zur Mitbestimmung beim Straßenausbau, bei dem es das Ziel war, Straßenausbau- und Erschließungsmaßnahmen vom Votum der betroffenen Anlieger abhängig zu machen. Bei der Abstimmung am 20. Oktober 2013 votierten 94,6 % der Wähler für den Bürgerentscheid, der damit erfolgreich war. Hiernach startete die Vereinigung einen Bürgerentscheid zu demselben Thema in der Gemeinde Borkwalde (Potsdam-Mittelmark). Bei der im April 2014 stattgefundenen Abstimmung votierten zwei Drittel der Wähler für das Anliegen.
Am 30. März 2014 fand in Bernau ein weiterer von den Brandenburger Vereinigten Bürgerbewegungen/Freie Wähler mitinitiierter Bürgerentscheid statt, der die Abwahl des Bürgermeisters Hubert Handke (CDU) zum Ziel hatte. Bei insgesamt 13.478 abgegebenen gültigen Stimmen votierten 8153 Bürger für die Abwahl, was einem Ergebnis von 60,5 % entspricht.
An den Kommunalwahlen in Brandenburg am 25. Mai 2014 nahmen die Brandenburger Vereinigten Bürgerbewegungen/Freie Wähler mit rund 530 Kreistagskandidaten teil.  Mit landesweit 102.178 Stimmen erzielte die Vereinigung ein Ergebnis von 3,6 % bei den Kreistagswahlen bzw. Wahlen zu den Stadtverordnetenversammlungen kreisfreier Städte. Damit wurden 33 Mandate in den parlamentarischen Gremien gewonnen und das Resultat von 2008 mehr als verdoppelt. Bei den Wahlen wurde vor allem für eine Stärkung des ländlichen Raumes und die Verhinderung einer Gebietsreform geworben.
| Landkreis bzw. kreisfreie Stadt                                      | Stimmenanteil in % | Sitze |
| -------------------------------------------------------------------- | ------------------ | ----- |
| Barnim                                                               | 8,5                | 5     |
| Elbe-Elster                                                          | 6,1                | 3     |
| Havelland                                                            | 2,3                | 1     |
| Märkisch-Oderland                                                    | 2,4                | 1     |
| Oberhavel                                                            | 5,5                | 3     |
| Oberspreewald-Lausitz                                                | 2,4                | 1     |
| Oder-Spree                                                           | 5,4                | 3     |
| Ostprignitz-Ruppin                                                   | 4,2                | 2     |
| Potsdam-Mittelmark                                                   | 2,9                | 2     |
| Spree-Neiße                                                          | 2,9                | 2     |
| Teltow-Fläming                                                       | 6,5                | 4     |
| Uckermark                                                            | 2,9                | 1     |
| Brandenburg an der Havel                                             | 2,4                | 1     |
| Cottbus                                                              | 6,3                | 3     |
| Potsdam                                                              | 0,9                | 1     |
| Land Brandenburg (ohne Prignitz, Dahme-Spreewald und Frankfurt/Oder) | 4,1                | 33    |

Ergebnis von BVB/Freie Wähler bei den Brandenburger Kommunalwahlen am 25. Mai 2014

Die Vereinigung veröffentlichte bereits im April 2013 ihre Absicht, sich an der Landtagswahl in Brandenburg 2014 zu beteiligen. Mit Pressemitteilung vom 12. Juli 2014 wurde verkündet, dass das gemäß § 24 Abs. 4 Satz 3 Nr. 2 Brandenburgisches Landtagswahlgesetz notwendige Quorum von 2.000 Unterstützungsunterschriften deutlich übertroffen worden sei. In der Sitzung vom 1. August 2014 beschloss der Landeswahlausschuss die Zulassung des eingereichten Listenvorschlags zur Landtagswahl. Bei der Wahl im September wurde ein Zweitstimmenergebnis von 7 % angestrebt. Als Spitzenkandidat wurde von der Mitgliederversammlung der amtierende Landtagsabgeordnete und frühere Mitbegründer der SPD in Brandenburg, Christoph Schulze, gewählt. Auf Platz zwei und drei der Landesliste folgten Iris Schülzke, Amtsdirektorin von Schlieben und der Landesvorsitzende Péter Vida. Im beschlossenen Landesprogramm wird eine weitere Gebietsreform abgelehnt und eine stärkere Unterstützung für Migranten vorgeschlagen.
Mit 27 Prozent der Erststimmen gewann Spitzenkandidat Christoph Schulze sein Direktmandat. Aufgrund der Grundmandatsklausel des Brandenburgischen Landeswahlgesetzes zog damit BVB/Freie Wähler mit 2,7 % der Zweitstimmen als Gruppe mit 3 Sitzen in den Landtag ein. Nach dem brandenburgischen Wahlrecht genügt das Erringen eines Grundmandates, damit die Zweitstimmen bei der Berechnung der Mandate vollständig berücksichtigt werden. Nach der Geschäftsordnung des brandenburgischen Landtags muss eine Abgeordnetengruppe mindestens aus vier Personen bestehen, um den Fraktionsstatus zu erhalten.
Am 10. September 2015 reichte die Landtagsgruppe BVB/Freie Wähler eine Organklage beim Landesverfassungsgericht Brandenburg ein. Die Prozessbevollmächtigten Helge Sodan und Hasso Lieber machten deutlich, dass die Behandlung der Gruppe gegen grundsätzliche Prinzipien der Landesverfassung verstoße und deshalb eine Klage notwendig sei. In seiner Urteilsverkündung am 22. Juli 2016 stellte das Gericht u. a. fest, dass die Finanzierungsregelungen, die die Landtagsmehrheit der Gruppe BVB/Freie Wähler zubilligte, diese in ihren verfassungsmäßigen Rechten aus Art. 56 Abs. 1, 2 der Landesverfassung verletzen. Auch der Ausschluss, Aktuelle Stunden im Plenum des Landtages anmelden zu können, sowie die Regelung zur Redezeit für die parlamentarische Gruppe wurden als Verstoß gegen die Landesverfassung beurteilt.
Bei der Wahl des Bundespräsidenten am 12. Februar 2017 konnte Alexander Hold, der gemeinsame Kandidat der Freien Wähler Bayern und von BVB/Freie Wähler, 25 Stimmen auf sich vereinen. Da der Wahlvorschlag lediglich von 11 Mitgliedern der Bundesversammlung getragen wurde, erhielt Hold auch einige Stimmen aus anderen politischen Lagern. BVB/Freie Wähler wurde in der 16. Bundesversammlung vom Landesvorsitzenden Péter Vida vertreten.
Im September 2017 löste sich die Gruppe im Brandenburgischen Landtag auf, nachdem die Abgeordneten Vida und Schülzke ihren Austritt erklärt hatten. Der Landesverband warf Schülzke und Schulze vor, Beschlüsse der Mitgliederschaft ignoriert und keine Mandatsträgerbeiträge gezahlt zu haben. Schülzke und Schulze kündigten an, aus der Partei auszutreten. Außerdem warf Vida ihnen vor, Beschlüsse des Vorstands zur Arbeit der Gruppe zu ignorieren, was Schülzke und Schulze hingegen als autoritären Führungsstil bezeichneten.
Bei den Landrätewahlen im April 2018 trat BVB/Freie Wähler in 3 Landkreisen an. Im Landkreis Barnim erzielte der Kandidat Sven Weller 18,1 %, im Landkreis Uckermark der Bewerber Torsten Gärtner 15,8 %, während Hans-Georg Rieger in Ostprignitz-Ruppin 5,3 % erzielte.
In der Nominierungsversammlung am 25. November 2018 wurde Péter Vida mit 98 % der Stimmen zum Spitzenkandidat für die Landtagswahl 2019 gewählt. Auf den Plätzen zwei und drei folgten Ilona Nicklisch und Matthias Stefke. Inhaltliche Schwerpunkte im Landtagswahlkampf sollen eine bessere Infrastruktur für den ländlichen Raum, der Ausbaustopp für weitere Windräder sowie ein Ende von Straßenausbau-Beiträgen in Verbindung mit der vollständigen Rückzahlung aller Altanschließer-Beiträge sein.

Ergebnis von BVB/Freie Wähler bei den Brandenburger Kommunalwahlen am 26. Mai 2019

Bei den Kommunalwahlen am 26. Mai 2019 erzielte BVB/Freie Wähler mit landesweit 6,3 % das bis zu diesem Zeitpunkt beste Ergebnis. Mit 226.754 Stimmen konnte das absolute Resultat von 2014 mehr als verdoppelt und in sämtlichen Landkreisen sowie kreisfreien Städten der Parlamentseinzug erreicht werden. Dabei wurde im Landkreis Barnim mit 13,1 % der stärkste Stimmenanteil erzielt.
| Landkreis bzw. kreisfreie Stadt                                | Stimmenanteil in % | Sitze |
| -------------------------------------------------------------- | ------------------ | ----- |
| Brandenburg an der Havel                                       | 10,8               | 5     |
| Cottbus                                                        | 6,0                | 3     |
| Frankfurt (Oder)                                               | 3,7                | 2     |
| Potsdam                                                        | 1,2                | 1     |
| Barnim                                                         | 13,1               | 7     |
| Dahme-Spreewald                                                | 3,5                | 2     |
| Elbe-Elster                                                    | 4,7                | 2     |
| Havelland                                                      | 5,4                | 3     |
| Märkisch-Oderland                                              | 5,5                | 3     |
| Oberhavel                                                      | 6,5                | 4     |
| Oberspreewald-Lausitz                                          | 3,7                | 2     |
| Oder-Spree                                                     | 8,6                | 5     |
| Ostprignitz-Ruppin                                             | 5,6                | 3     |
| Potsdam-Mittelmark                                             | 7,6                | 4     |
| Prignitz                                                       | 10,5               | 5     |
| Spree-Neiße                                                    | 3,1                | 2     |
| Teltow-Fläming                                                 | 7,0                | 4     |
| Uckermark                                                      | 7,2                | 3     |
| Summe aller kreisfreien Städte und Landkreise Land Brandenburg | 6,3 %              | 60    |

Bei den Kommunalwahlen am 9. Juni 2024 erzielte BVB/Freie Wähler mit landesweit 7,4 % das bisher beste Ergebnis und konnte sich damit um 1,1 %-Punkte gegenüber 2019 steigern. Mit 302.868 Stimmen wurde auch das absolute Resultat von 2019 verbessert und erneut in sämtlichen Landkreisen sowie kreisfreien Städten der Parlamentseinzug erreicht.
| Landkreis bzw. kreisfreie Stadt                                | Stimmenanteil in % | Sitze |
| -------------------------------------------------------------- | ------------------ | ----- |
| Brandenburg an der Havel                                       | 9,5                | 5     |
| Cottbus                                                        | 4,3                | 2     |
| Frankfurt (Oder)                                               | 5,2                | 2     |
| Potsdam                                                        | 2,9                | 2     |
| Barnim                                                         | 12,1               | 7     |
| Dahme-Spreewald                                                | 5,6                | 3     |
| Elbe-Elster                                                    | 6,4                | 3     |
| Havelland                                                      | 4,6                | 2     |
| Märkisch-Oderland                                              | 9,2                | 5     |
| Oberhavel                                                      | 5,9                | 3     |
| Oberspreewald-Lausitz                                          | 5,0                | 2     |
| Oder-Spree                                                     | 8,3                | 5     |
| Ostprignitz-Ruppin                                             | 8,2                | 4     |
| Potsdam-Mittelmark                                             | 10,2               | 6     |
| Prignitz                                                       | 7,7                | 3     |
| Spree-Neiße                                                    | 5,3                | 3     |
| Teltow-Fläming                                                 | 10,4               | 6     |
| Uckermark                                                      | 8,1                | 4     |
| Summe aller kreisfreien Städte und Landkreise Land Brandenburg | 7,4 %              | 67    |

Landtagswahl Brandenburg 2024
Bei der Landtagswahl in Brandenburg 2024 erzielte BVB / FREIE WÄHLER 7,0 % der Erststimmen, verfehlte jedoch mit 2,6 % der Zweitstimmen die 5-%-Hürde. Im Wahlkreis 14 konnte das Erststimmenergebnis von 23,9 % wiederholt werden. Die AfD erzielte 2024 im Wahlkreis jedoch ein Ergebnis von 26,3 %, wodurch das Direktmandat an die AfD fiel. Da weder die 5%-Hürde, noch ein Direktmandat erreicht wurden, ist BVB / FREIE WÄHLER in der 8. Wahlperiode (2024–2029) nicht im Landtag Brandenburg vertreten.

## Volksinitiative „Straßenausbaubeiträge abschaffen!“
Am 23. Oktober 2018 startete BVB/Freie Wähler die Volksinitiative „Straßenausbaubeiträge abschaffen“. Gerechtfertigt wurde die Forderung damit, dass Straßen grundsätzlich der Allgemeinheit für die Nutzung zur Verfügung stünden und daher auch von der Allgemeinheit zu finanzieren seien.
Im Dezember 2018 wurde das Quorum von 20.000 Unterschriften erreicht. Gemessen an der Zeit der Sammlung von zehn Wochen handelte es sich um die erfolgreichste Volksinitiative in der Geschichte des Landes Brandenburg. Am 10. April 2019 wurde in der Sitzung des Landtags Brandenburg ein gemeinsamer Antrag des Abgeordneten Péter Vida sowie der Regierungsfraktionen von SPD und Die Linke, der eine rückwirkende Abschaffung von Straßenausbaubeiträgen zum 1. Januar 2019 vorsieht, einstimmig in den Innenausschuss überwiesen. Die Gesetzesänderung wurde am 13. Juni 2019 endgültig vom Landtag beschlossen.

## Landtagswahl 2019

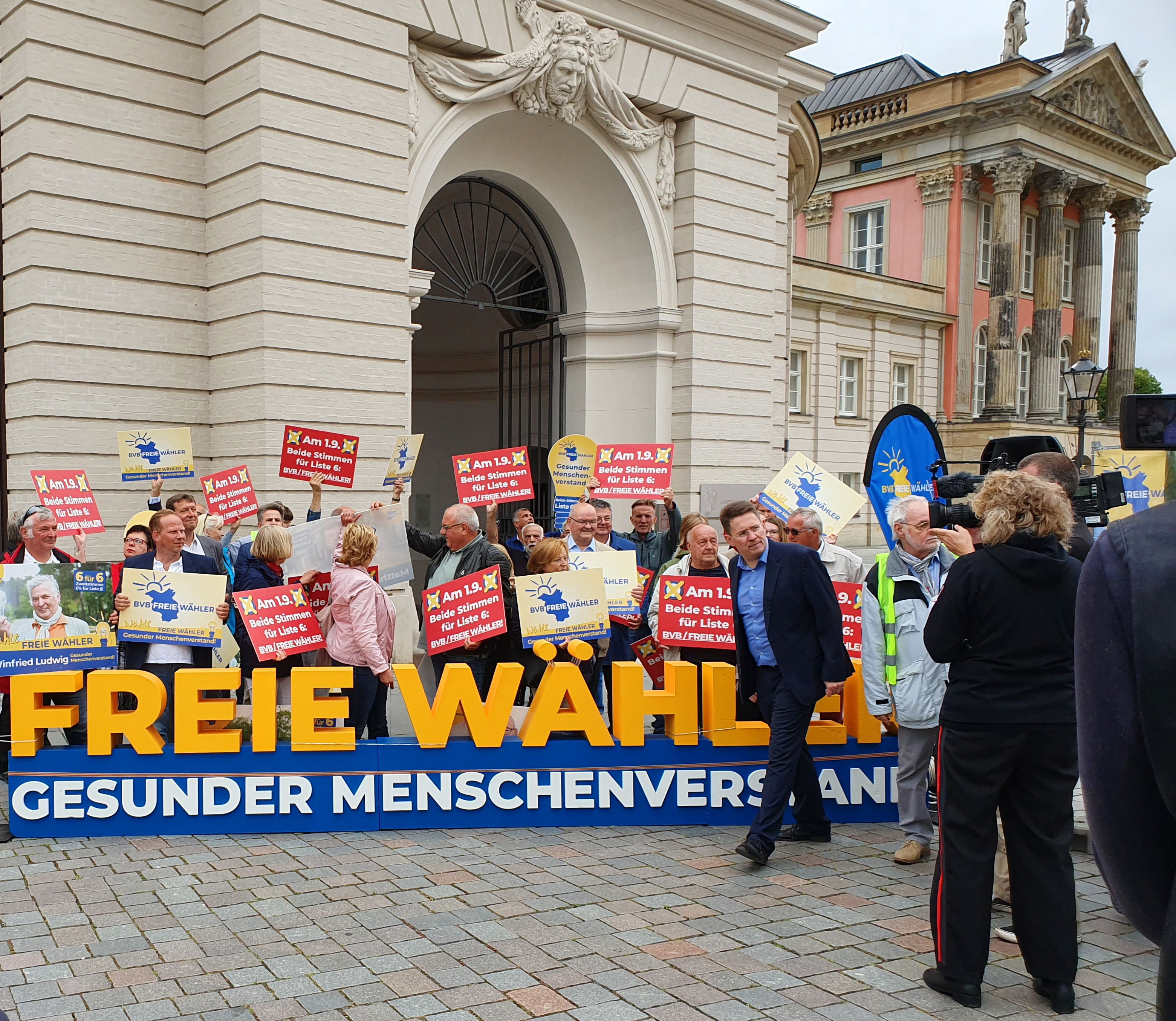
Eröffnung des Landtagswahlkampfes 2019

Bei den Landtagswahlen in Brandenburg am 1. September 2019 trat der Verband als Listenvorschlag Nr. 6 mit insgesamt 39 Landeslistenbewerbern an. Inhaltliche Schwerpunkte im Landtagswahlkampf waren die Forderung nach Abschaffung der Kita-Beiträge, die Stärkung des ländlichen Raums und der Verzicht auf weitere Landesgelder für den künftigen Hauptstadtflughafen BER. Péter Vida gewann das Direktmandat im Landtagswahlkreis Barnim II. Ilona Nicklisch, Matthias Stefke, Christine Wernicke und Philip Zeschmann zogen über die Liste in den Landtag ein, weil die Partei landesweit fünf Prozent der Stimmen erhielt. Am 6. November 2023 kündigte der Abgeordnete Philip Zeschmann an, die Fraktion BVB/Freie Wähler zu verlassen. Damit verloren die Freien Wähler auch den Status einer Fraktion. Am 8. November 2023 kündigte Péter Vida an, mit einem Eilantrag vor das Verfassungsgericht des Landes Brandenburg zu ziehen, um den Erhalt des Fraktionsstatus durchzusetzen. Das Landesverfassungsgericht lehnte jedoch den Antrag im Dezember 2023 ab; die Freien Wähler konstituierten sich daraufhin als Gruppe.

## Landtagswahl 2024
Bei der Landtagswahl in Brandenburg am 22. September 2024 trat der Verband erneut als Listenvorschlag Nr. 6 mit insgesamt 39 Landeslistenbewerbern und 44 Wahlkreiskandidaten an. Inhaltliche Schwerpunkte im Landtagswahlkampf waren die Forderung nach mehr direkter Demokratie, einer Erhöhung des steuerlichen Grundfreibetrags für die arbeitende Bevölkerung sowie die bessere Integration von Migranten durch die leichtere Anerkennung von Berufsabschlüssen.
Die BVB/FW erhielten bei der Landtagswahl rund 2,57 % der Zweitstimmen und auch kein Direktmandat, wie 2014 und 2019. Sie sind damit nicht mehr im Landtag vertreten.

## Struktur

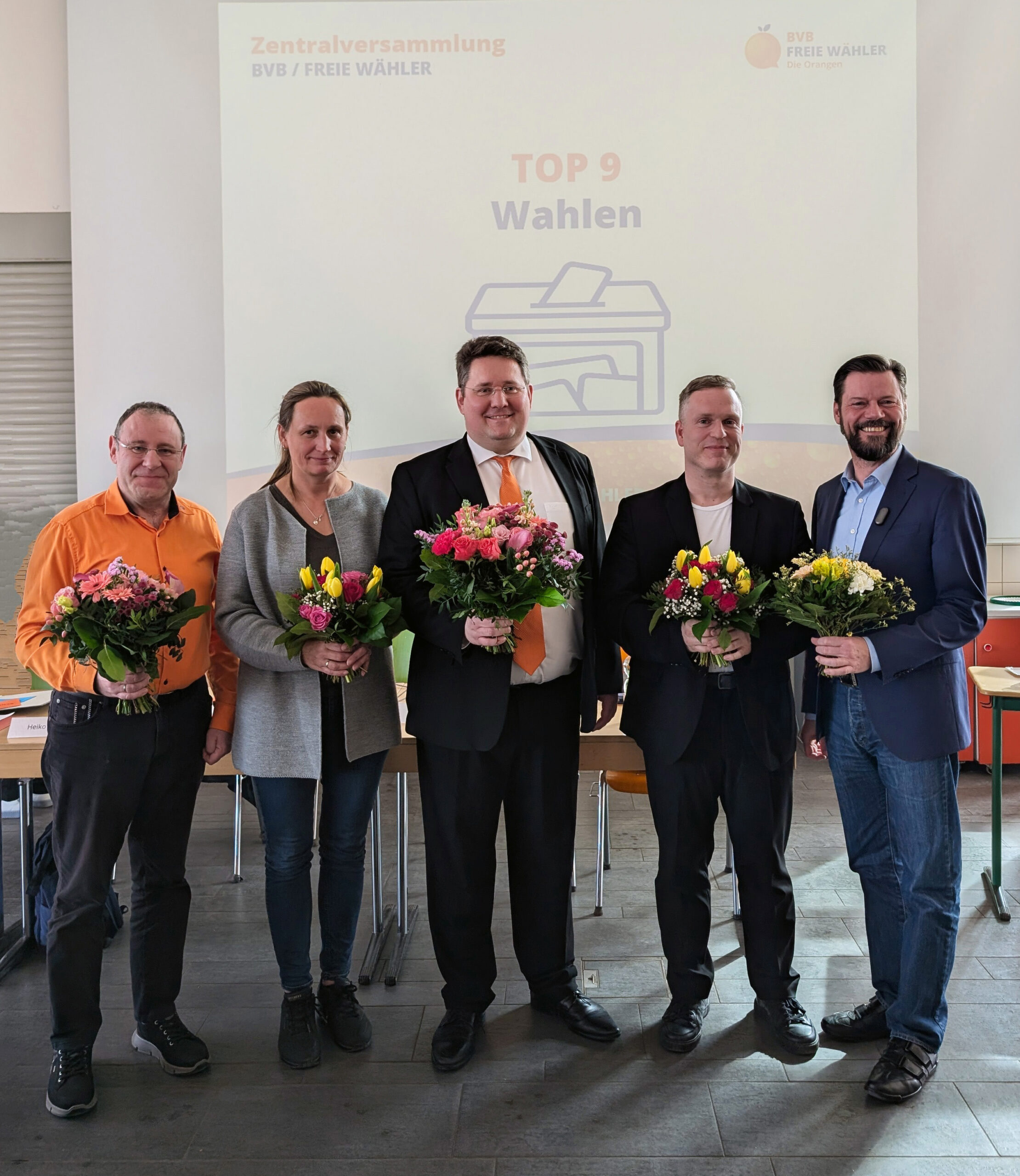
Vorstandswahl von BVB/Freie Wähler am 23.03.2025

Landesvorsitzender ist Péter Vida. Bei der Landesmitgliederversammlung von BVB/Freie Wähler am 23. März 2025 wurde Vida mit 88,5 % der Stimmen als Landesvorsitzender wiedergewählt. Stellvertretende Landesvorsitzende sind Heiko Selka, Kornelia Britz und Matthias Rudolph. Landesschatzmeister ist Robert Soyka.
Mit Landesvorstandsbeschluss vom 27. März 2010 wurde der Landesbeirat gegründet, dem 33 Landespolitische Sprecher und Landesbeauftragte angehören. Dieses Gremium gestaltet maßgebend die inhaltliche Arbeit der BVB/Freie Wähler und entwickelt die Konzepte in den einzelnen Fachbereichen weiter.
Auf Kreis- und Gemeindeebene arbeiten die Brandenburger Vereinigten Bürgerbewegungen/Freie Wähler mit unterschiedlichen Parteien und Wählergruppierungen zusammen. Im Landkreis Oberhavel bilden Kreistagsabgeordnete der BVB/Freie Wähler eine Koalition mit der SPD/LGU- sowie CDU-Fraktion, in den Landkreisen Elbe-Elster und Oder-Spree eine gemeinsame Fraktion mit der Wählergemeinschaft Landwirtschaft, Umwelt, Naturschutz bzw. mit der Wählergruppe Bauern, Jäger, Angler und der Bürgervereinigung Oder-Spree. Im Landkreis Havelland besteht eine Fraktionsgemeinschaft mit dem Bauernverband. Dieser Fraktion gehört auch der Präsident des Landesbauernverbandes Brandenburg Udo Folgart an, der zugleich Landtagsabgeordneter der SPD ist. In einigen Orten bilden Gemeindevertreter der BVB/Freie Wähler unter anderem gemeinsame Fraktionen mit der Linken und der FDP.